# 姜秀鑾
姜秀鑾（1783年10月—1846年），一名首鑾，臺灣清治時期人物，知名拓墾家，金廣福墾號之首。淡水縣九芎林人（今新竹縣芎林鄉），祖籍廣東惠州府陸豐縣客家人，為新竹大隘地區開山之祖，因屢屢受召協防，受封五品軍功職銜。

## 生平
曾祖父姜朝鳳在清乾隆初年就渡海來台。姜秀鑾生於乾隆四十八年，逝於道光二十六年。
姜秀鑾於乾隆四十八年（1783）10月生於九芎林（今芎林鄉），自小天資聰穎、膽識過人，很得官府賞識，於道光四年（1824）出任九芎林庄總理，奉官差遣，一方面從商開張豐源號，一方面從事土地開墾，到與其弟分家時已家產巨萬。道光十年（1830）蒙台灣鎮總兵劉廷斌賞給頂戴，道光十三年（1833）蒙前臺灣府海防兼南路理番同知（臺防分府）王衍慶獎賜匾額「義衛鄉閭」四字，因張丙案引起各墾區騷動，奉淡水廳同知李慎彝差遣查辦南北路焚搶各案，蒙李慎彝頒賞「相友相助勤捍禦，爾宅爾田奠身家」對聯，之後李慎彝任命姜秀鑾為義首，率團練壯勇巡察新墾區，巡察期間查獲匪犯5人，欽差大臣福州將軍瑚松額及閩浙總督程祖洛賞給軍功七品職銜。 後又加入南重埔地方的墾務，負責「防番」的工作，其經歷成為官方所重視的地方武裝力量，故在道光十四年（1834）冬奉淡水同知李嗣鄴之命在塹南橫崗頂共建隘樓十五座，雇募隘丁一百六十名，負責沿山一帶的防務。
道光十五年(1835)，淡水廳同知李嗣鄴先後諭令粵籍姜秀鑾、閩籍林德修、周邦正合組成「金廣福墾號」進駐北埔，以此為據點組成龐大墾拓組織，俗稱「金廣福大隘」，金廣福公館即為當時之隘墾總部及指揮中心。姜秀鑾為金廣福第一代粵籍墾首。
「防番」和開墾的工作艱困無比，例如：在道光十五年（1835）七月十日隘勇及一般民眾被台灣原住民出草襲擊包圍殺害，死傷八、九十名之多，道光十七年（1837）被馘首四十餘人，說明了其開墾工作之艱難危險，此外又必須籌錢負擔設隘寮、雇用隘丁的費用，非常人所能為。
1842年中英鴉片戰爭，英國侵襲北臺，姜秀鑾偕子姜殿邦率團練鄉勇赴雞籠支援作戰，獲賜軍功五品職銜。
憑藉著膽識及硬頸精神，終於克服萬難，在道光二十六年（1846）病逝之前將北埔、峨眉、寶山一帶重要的地方（即今人口集中聚落）拓墾完成，享年六十四歲。

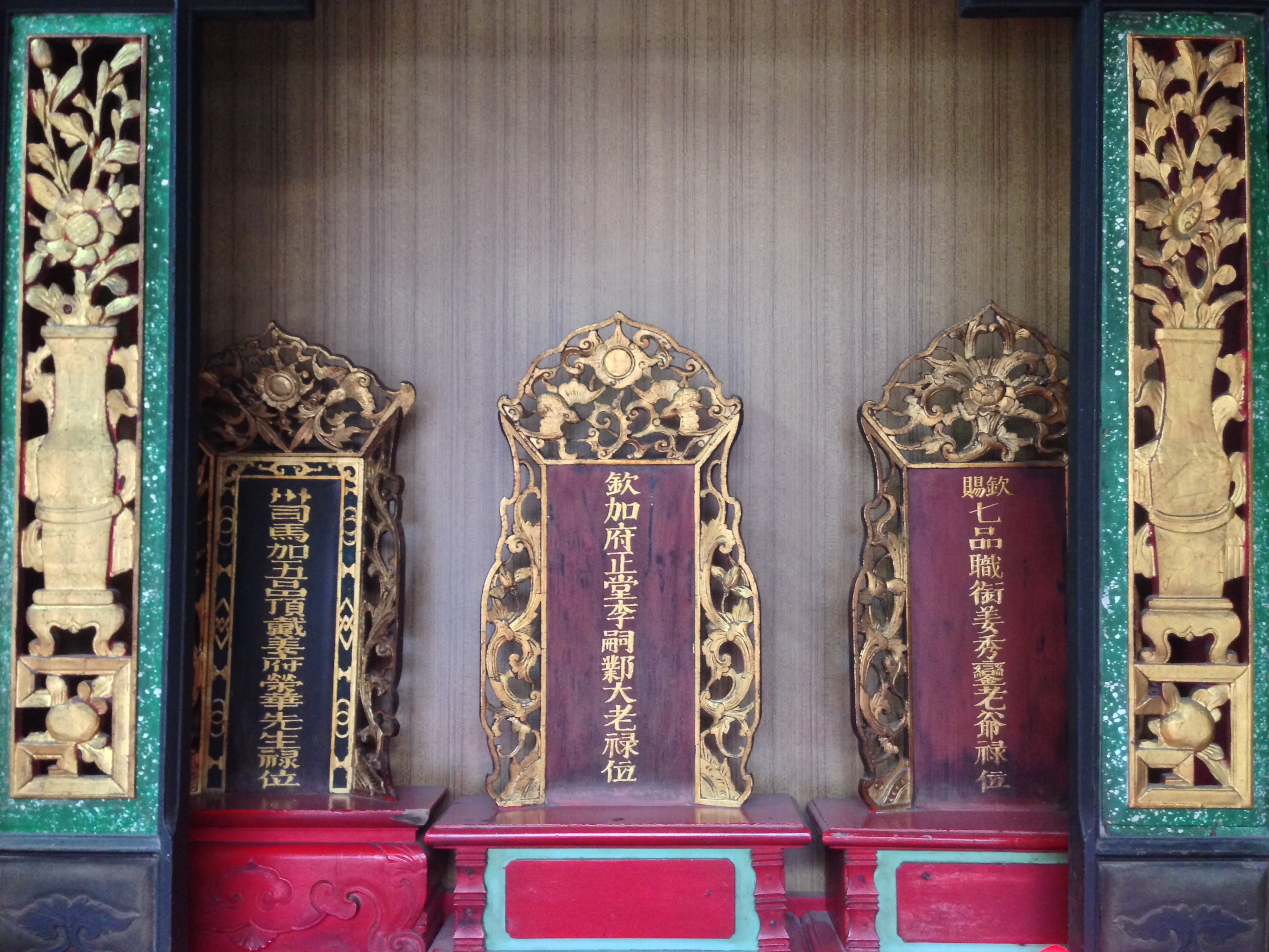
北埔慈天宮所供奉的李嗣鄴、姜秀鑾、姜榮華之祿位。